# Агарцин
Агарцин (вірм. Հաղարծին) — вірменський монастир, розташований в марзі (області) Тавуш у Вірменії за 18 км на північний схід від міста Діліжан, в лісистій долині Іджеванського хребта. Був побудований в X−XIII століттях, переважно під заступництвом династії Багратуні.
Головна монастирська церква Св. Богородиці (Сурб Аствацацін) побудована в 1281 році. Церква Сурб Григор, побудована в XI столітті, є найдавнішою спорудою комплексу. У XII−XIII століттях до церкви був прибудований гавіт.
Церква Сурб Степанос, побудована в 1244 році, нагадує церкву Св. Богородиці, але менша в розмірах. На території монастиря також знаходиться трапезна, побудована в 1248 році. Тут також містилася царська усипальниця роду Багратуні, від якої збереглися надгробні плити з іменами царів Смбата і Гагіка. Поруч з трапезною збереглися залишки кухні, біля собору Аствацацін — залишки притвору. На території комплексу знаходиться кілька хачкарів.

## Галерея

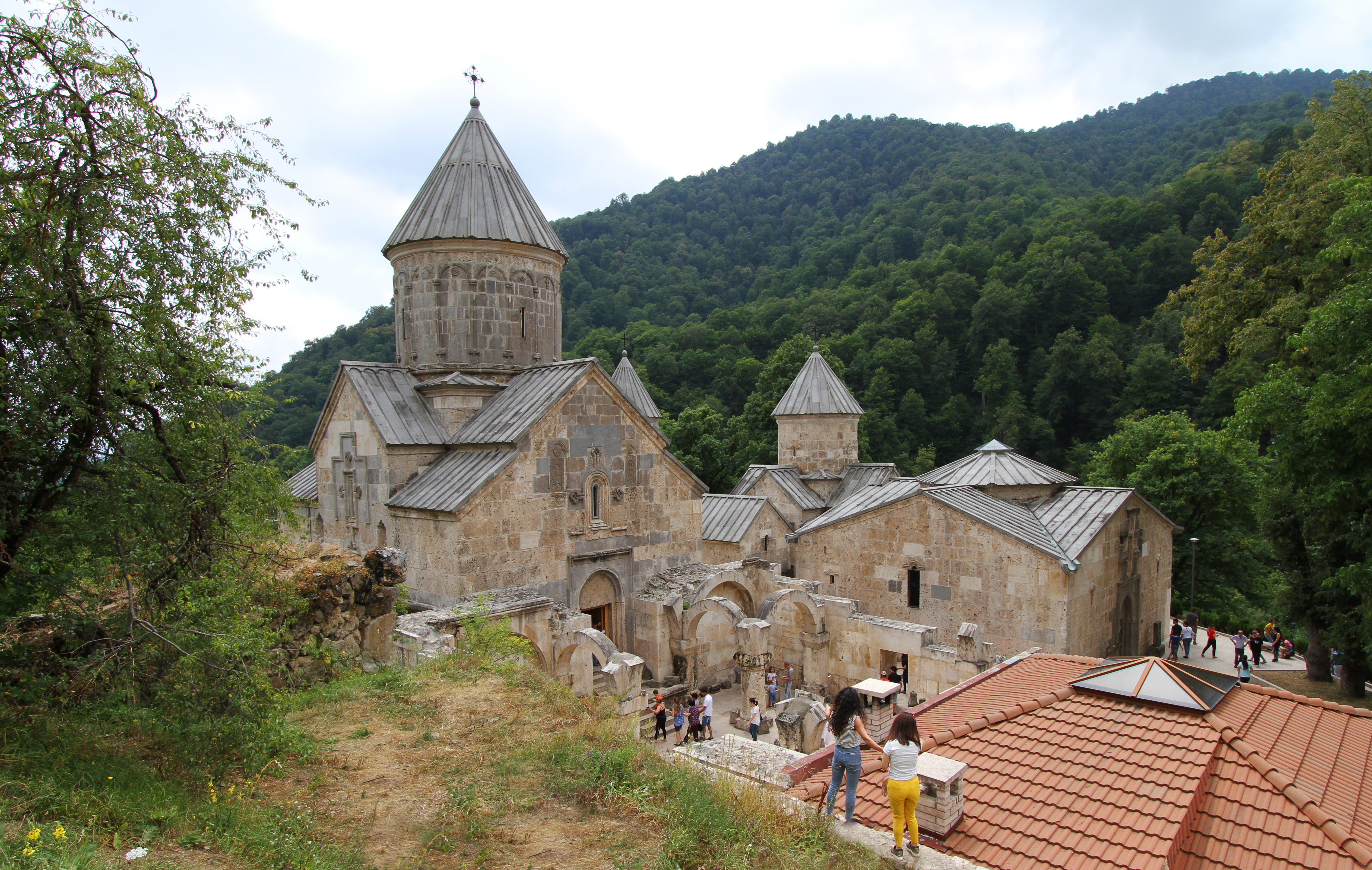
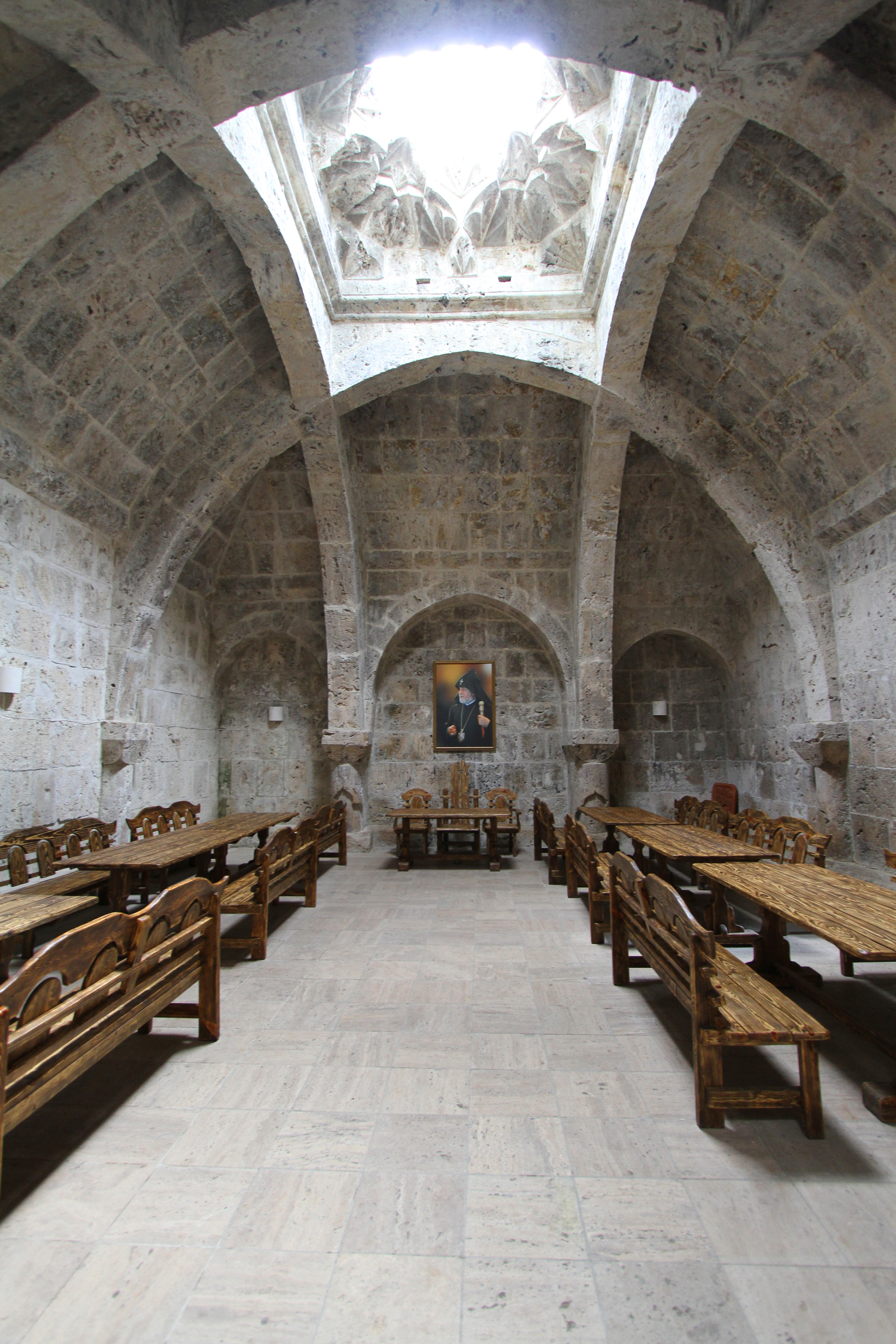
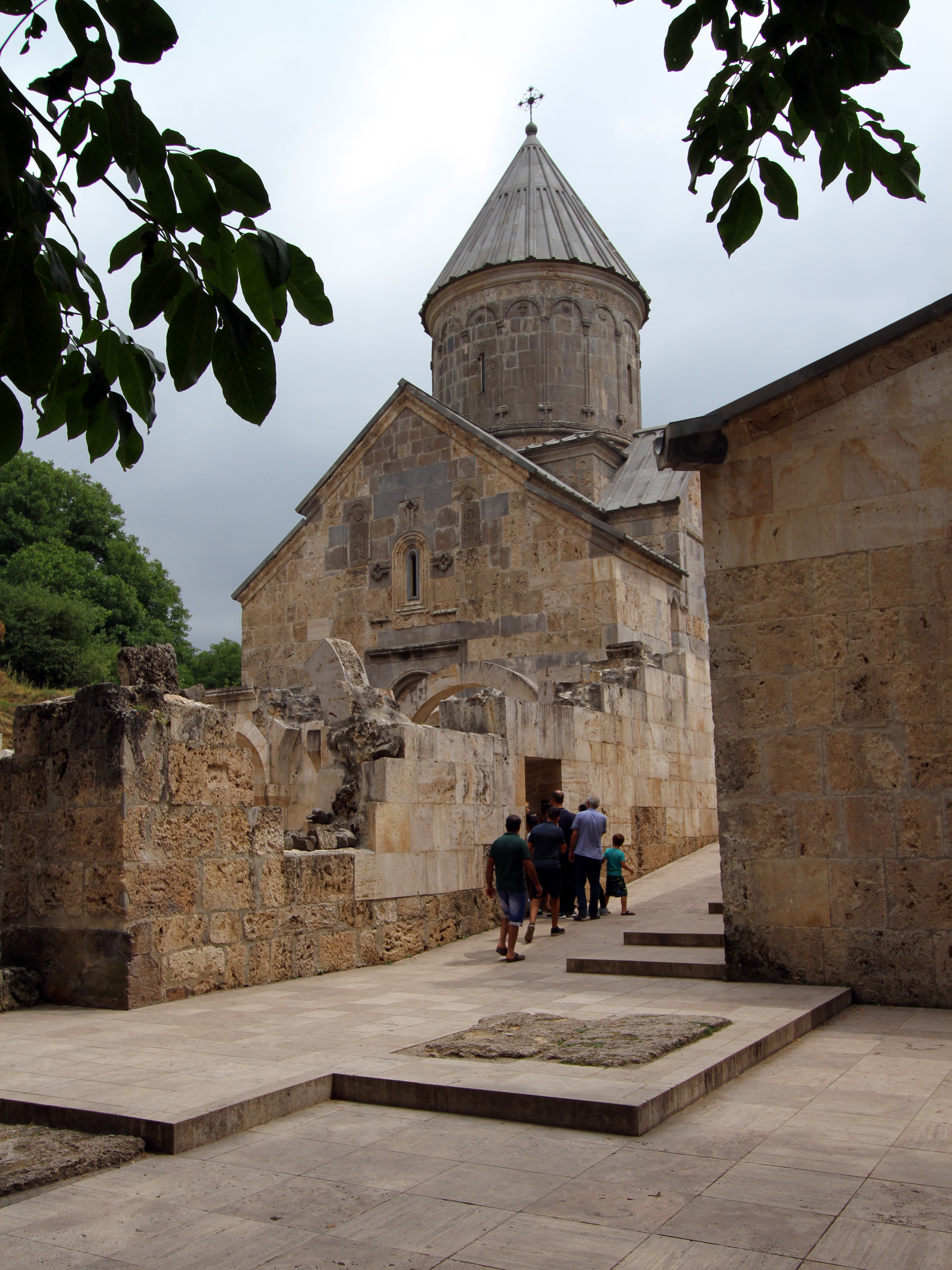
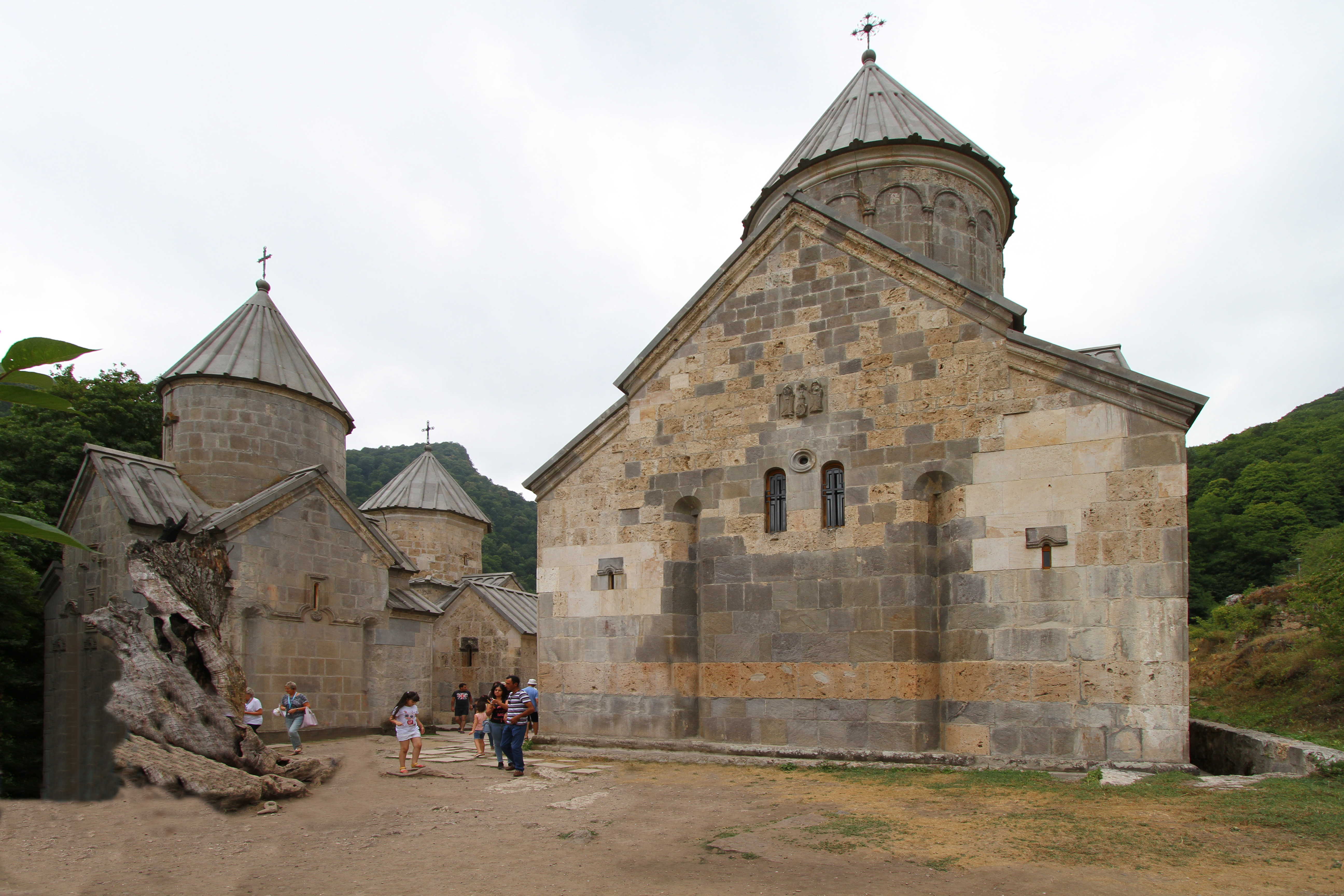
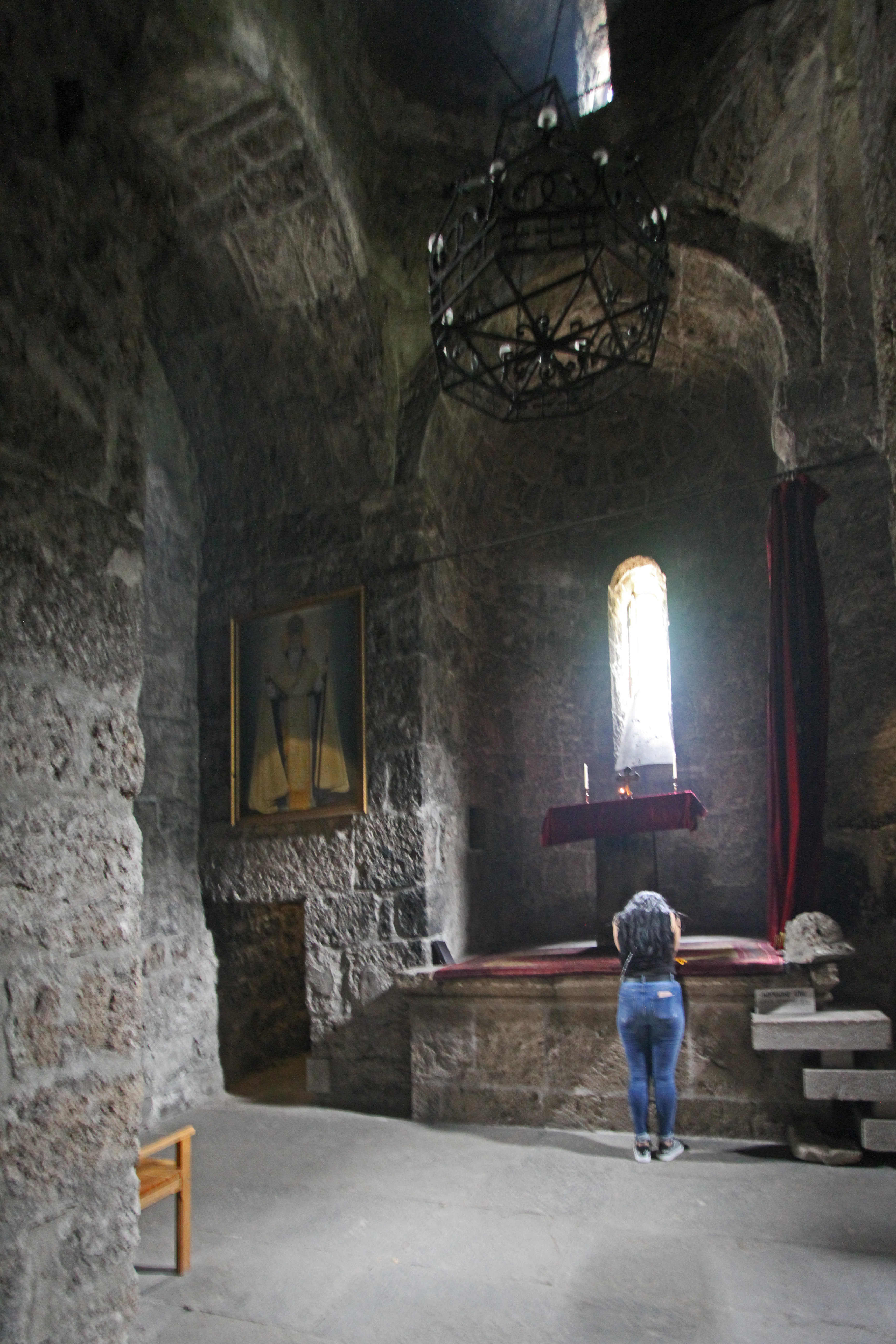
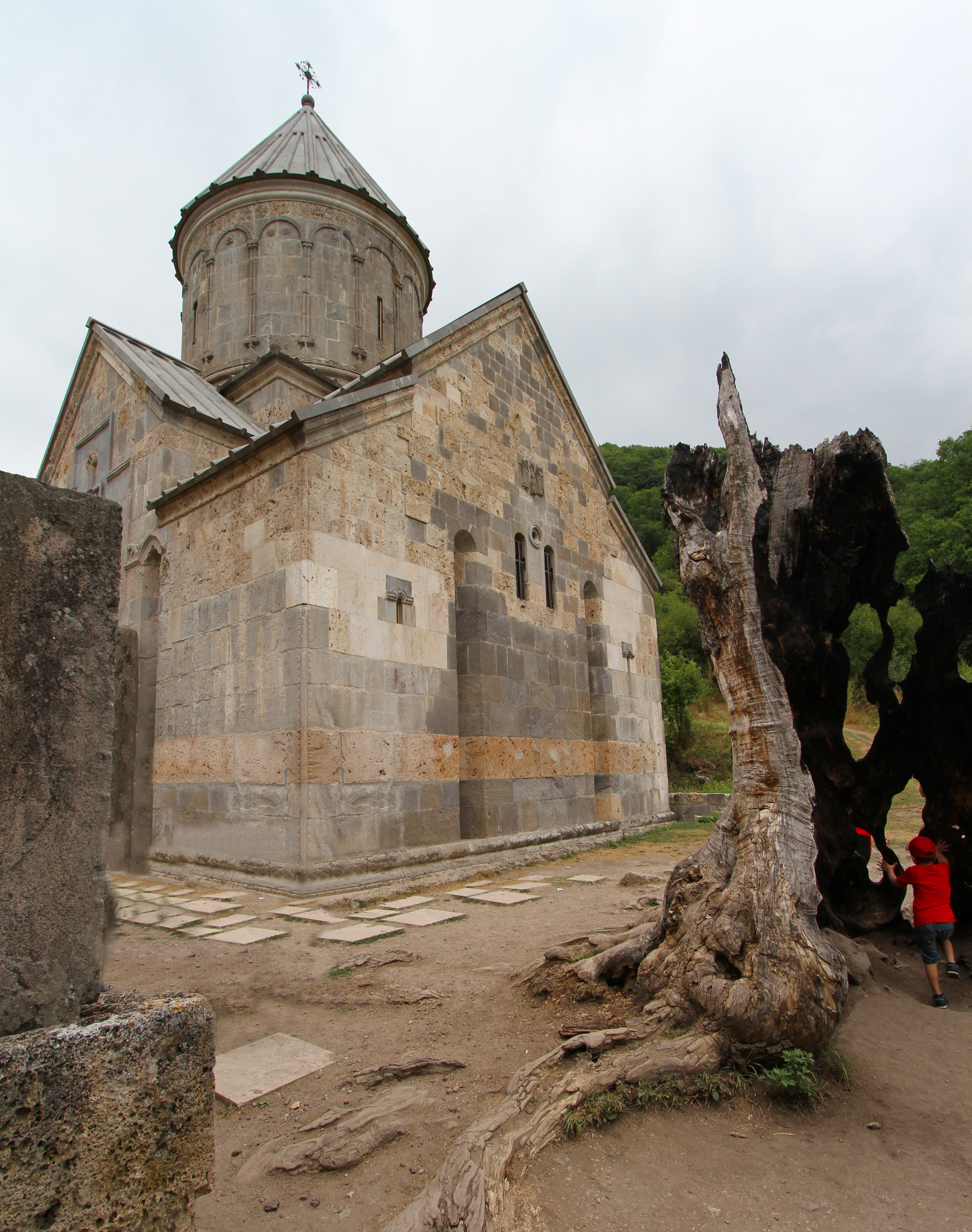